# Косилов, Сергей Алексеевич
Серге́й Алексе́евич Коси́лов (род. 11 июня 1982, Молдавская ССР, СССР) — российский гребец-байдарочник, выступал за сборную России во второй половине 2000-х годов. Бронзовый призёр чемпионата мира, многократный призёр этапов Кубка мира, чемпион национальных и молодёжных регат. На соревнованиях представлял Нижегородскую область, мастер спорта международного класса.

## Биография
Сергей Косилов родился 11 июня 1982 года в Молдавской ССР, однако впоследствии переехал в Нижний Новгород. Активно заниматься греблей на байдарке начал в возрасте семнадцати лет, проходил подготовку под руководством тренера Алексея Боброва. Первого серьёзного успеха добился в 2003 году, выиграв шесть золотых медалей на молодёжном чемпионате России в Воронеже.
В 2005 году уже на взрослом чемпионате России Косилов выиграл сразу пять медалей различного достоинства, в том числе три золотые: на дистанции 500 метров в двойках и четвёрках, на дистанции 1000 метров в четвёрках. Принимал участие в зачёте первенства Европы в болгарском Пловдиве, однако попасть в число призёров не сумел.
На международном уровне Косилов впервые заявил о себе в сезоне 2006 года, когда попал в основной состав российской национальной сборной и благодаря череде удачных выступлений удостоился права защищать честь страны на чемпионате мира в венгерском Сегеде. С напарниками по команде Сергеем Хованским, Константином Вишняковым и Степаном Шевчуком завоевал бронзовую медаль в четвёрках на дистанции 200 метров.
Участвовал в первенстве Европы 2007 года в испанской Понтеведре, но существенных результатов там не добился. В 2008 году взял две бронзы на Кубке России, пытался пройти отбор на летние Олимпийские игры в Пекин, тем не менее, в жёсткой конкурентной борьбе на всероссийском первенстве уступил другим спортсменам. Позже решил попробовать себя в гребле на лодках класса «дракон» — в составе тверской команды «Шторм» становился чемпионом Европы и мира.
Имеет высшее образование, окончил Уральскую государственную академию физической культуры и спорта (ныне Уральский государственный университет физической культуры) по специальности «тренер-преподаватель». За выдающиеся спортивные достижения удостоен почётного звания «Мастер спорта России международного класса». Жена Светлана, есть ребёнок.